# David Hilbert
« Hilbert » redirige ici. Pour les autres significations, voir Hilbert (homonymie).
David Hilbert, né en 1862 à Königsberg et mort en 1943 à Göttingen, est un mathématicien allemand. Il est souvent considéré comme un des plus grands mathématiciens du XXe siècle. Il a créé ou développé un large éventail d'idées fondamentales, que ce soit la théorie des invariants, l'axiomatisation de la géométrie ou les fondements de l'analyse fonctionnelle (avec les espaces de Hilbert).
L'un des exemples les mieux connus de sa position de chef de file est sa présentation, en 1900, de ses fameux problèmes qui ont durablement influencé les recherches mathématiques du XXe siècle. Hilbert et ses étudiants ont fourni une portion significative de l'infrastructure mathématique nécessaire à l'éclosion de la mécanique quantique et de la relativité générale.
Il a adopté et défendu avec vigueur les idées de Georg Cantor en théorie des ensembles et sur les nombres transfinis. Il est aussi connu comme l'un des fondateurs de la théorie de la démonstration, de la logique mathématique et a clairement distingué les mathématiques des métamathématiques.

## Biographie
David Hilbert vient au monde le 23 janvier 1862 à Königsberg au sein d'une famille protestante de la classe moyenne installée depuis déjà deux générations dans la capitale de la Prusse-Orientale. Le père de Hilbert, qui occupe le poste de juge de sa ville, inculque à ses enfants les strictes valeurs prussiennes. La mère, en revanche, est passionnée par la philosophie, l'astronomie et les nombres premiers. Hilbert fréquente le lycée et, au cours de sa scolarité, montre déjà un caractère énergique, têtu et déterminé. Il se passionne néanmoins très tôt pour les arts et la littérature tout en s'intéressant fortement aux mathématiques — sans pour autant être un mathématicien précoce.
En 1880, il passe un examen pour entrer à l'université de Königsberg et choisit la filière mathématique. Il y obtient son doctorat sous la supervision de Ferdinand von Lindemann. En 1885, il remet sa thèse intitulée Über invariante Eigenschaften specieller binärer Formen, insbesondere der Kugelfunctionen (Sur les propriétés invariantes des formes binaires spéciales, particulièrement les fonctions circulaires). À la même période, Hermann Minkowski fréquente la même université. Les deux étudiants deviennent de bons amis et à partir de cette époque chacun a, à un moment ou un autre, une influence marquée sur la carrière scientifique de l'autre.
Le titre de docteur en poche, Hilbert se prépare à passer une habilitation afin d'obtenir le statut de privatdozent. Pour ce faire, devant présenter de façon innovante sa contribution à la recherche, il part à la rencontre de Felix Klein, une des sommités des mathématiques de l'époque. Sur ses conseils, Hilbert se rend à Paris où il fait la connaissance d'Henri Poincaré, le principal représentant des mathématiques françaises, qui cherchaient à supplanter les brillantes mathématiques allemandes. C'est d'ailleurs pour cette raison que Poincaré et Hilbert n'ont pas sympathisé, et force est de constater que Poincaré et Klein ne s'entendent pas non plus. Au cours du voyage qui le ramène à Königsberg, Hilbert s'arrête à l'université de Göttingen où Klein vient de s'installer. Par son intermédiaire, il entre en contact avec Paul Gordan, l'un des plus grands experts de la théorie des invariants, domaine dans lequel Hilbert connaîtra son premier grand succès.

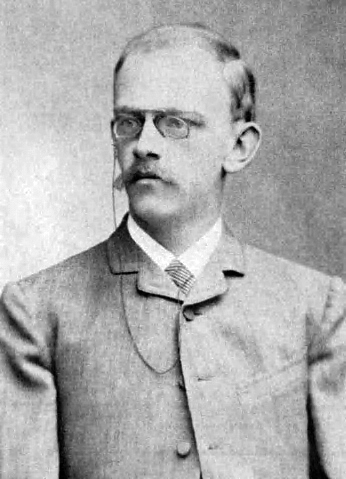
David Hilbert en 1886.

Dès 1886, Hilbert enseigne à l'université de Königsberg en tant que privatdozent et, en 1892, il y est nommé professeur titulaire. Bien qu'il soit un excellent professeur, peu d'étudiants viennent suivre ses cours. Loin d'en être découragé, il envisage cette période comme un processus de maturation lente mais continue. La même année, il épouse Käthe Jerosch (1864-1945) et, l'année suivante, ils ont un fils prénommé Franz. En 1895, sur la proposition de Felix Klein, il est nommé à la chaire de mathématiques de la prestigieuse université de Göttingen, considérée comme le meilleur centre de recherches en mathématiques au monde. Hilbert y reste jusqu’à sa retraite en 1930, malgré d'autres offres.
Le 8 septembre 1930, Hilbert donne une conférence intitulée La connaissance de la nature et la logique à la Gesellschaft Deutscher Naturforscher und Ärzte (de). Peu après, il lit à la radio allemande une partie de sa conclusion :
« La gloire de l'esprit humain, disait le célèbre mathématicien de Königsberg Jacobi, est le seul but de toute science. Nous ne devons pas croire ceux qui, aujourd'hui avec une portée philosophique et un ton de supériorité, prophétisent la chute de la culture et acceptent l'ignorabimus. » Faisant ici référence à la locution latine Ignoramus et ignorabimus qui signifie « Nous ne savons pas et ne saurons jamais », il poursuit en affirmant que pour lui il n’y a pas d'ignorabimus. Dans cette conclusion il propose un slogan resté célèbre (et qui est gravé sur sa tombe) : « Wir müssen wissen, wir werden wissen » soit « Nous devons savoir, nous saurons. » Un jour avant qu'il prononce cette phrase, Kurt Gödel remet sa thèse qui contient son théorème de complétude, qui concerne la logique du premier ordre. L'entreprise semble donc sur de bons rails. Ironiquement, un an plus tard, ce même Gödel démontre son fameux théorème d'incomplétude, résultat qui oblige à relativiser, voire à abandonner le programme de Hilbert.
Avec l'arrivée au pouvoir de Hitler en 1933, Ludwig Bieberbach, affilié au parti nazi, est propulsé au sommet des mathématiques allemandes et encourage des mathématiques « aryennes ou allemandes » (Deutsche Mathematik). Les professeurs juifs, désormais exclus de l'enseignement, perdent leur poste l'un après l'autre. L'institut de mathématique de Göttingen est bientôt démantelé et son prestige international sapé, au grand dam de Hilbert. Hermann Weyl, qui avait finalement été choisi pour lui succéder, doit quitter le pays, Emmy Noether, Richard Courant, Edmund Landau et Otto Blumenthal aussi. Paul Bernays, collaborateur de Hilbert en logique mathématique et coauteur avec lui de Grundlagen der Mathematik, un important livre paru en deux volumes en 1934 et en 1939, quitte l'Allemagne à la suite des pressions des nazis. Leur ouvrage était la suite du livre publié par Hilbert et Ackermann : Principes de logique théorique (1928).
Environ une année plus tard, Hilbert, invité à un banquet, est assis à côté du ministre nazi de l'Éducation Bernhard Rust. À la question de Rust : « Comment se trouvent les mathématiques à Göttingen maintenant qu'elle est libre de l'influence juive ? », Hilbert réplique : « Des mathématiques à Göttingen ? Il n'y en a plus guère. »

Lorsque Hilbert meurt en 1943, les nazis ont complètement restructuré l'université, tous les Juifs et conjoints de Juifs forcés de partir, certains ayant réussi à fuir l'Allemagne, d'autres déportés. Environ une douzaine de personnes assistent à ses funérailles, deux seulement étant des ex-collègues. Sur sa tombe à Göttingen, on peut lire cette épitaphe : « Wir müssen wissen, wir werden wissen. » soit : 

« Nous devons savoir, nous saurons. »

## Le maître et ses disciples
Otto Blumenthal, le premier des 69 élèves qui terminèrent leur doctorat sous sa direction se souvient, quarante ans plus tard, de l'impression que Hilbert avait faite à son arrivée à Göttingen : « Comparé aux autres professeurs, cet homme vif à l'épaisse barbe rousse et aux vêtements assez ordinaires ressemblait bien peu à un universitaire. Ses cours étaient très concis. Il enseignait de manière assez ennuyeuse mais la richesse du contenu et la clarté de la présentation faisaient oublier la forme. Il présentait souvent de nouvelles choses qu'il avait lui-même découvertes mais il prenait la peine de vérifier que tout le monde le suivait. Il donnait ses cours pour les élèves, et non pour lui. »
Parmi les autres disciples de Hilbert, citons Hermann Weyl, Max Dehn, Erhard Schmidt, Richard Courant, Ernst Zermelo, le célèbre champion du monde d'échecs Emanuel Lasker, Carl Gustav Hempel, Klara Löbenstein, John von Neumann qui était son assistant. Hermann Weyl se distingua particulièrement puisqu'il termina son doctorat sous la direction de Hilbert en 1908 et lui succéda lorsqu'il se retira en 1930.
Hilbert se montra toujours très pédagogue avec ses étudiants, les aidant dès qu'il le pouvait. Par exemple, lorsque des voix s'élevèrent contre la nomination de la jeune et éminente mathématicienne Emmy Noether comme professeur à Göttingen, Hilbert se dressa contre ses collègues les plus réactionnaires, déclarant avec ironie « Je ne vois pas en quoi le sexe d'un candidat serait une raison à opposer à son admission. Après tout, nous sommes dans une université, pas dans des bains publics. »
À l'université de Göttingen, le cercle d'amis de Hilbert était composé des meilleurs mathématiciens du XXe siècle, tels Emmy Noether et Alonzo Church.

## La science et la Grande Guerre
En 1914, une grande partie des Européens accueillent la Première Guerre mondiale avec un immense enthousiasme. Hilbert, lui, insiste, depuis les premiers moments, sur l'absurdité de ce conflit. En août 1914, 93 intellectuels renommés écrivent un manifeste « à l'adresse des nations civilisées » en réaction à l'indignation croissante soulevée par les actions de l'armée allemande.
Immergé dans cette atmosphère clairement nationaliste, Felix Klein signe la déclaration de soutien à la politique du Kaiser. Hilbert est également encouragé à y souscrire, mais il refuse, arguant simplement qu'il ne sait pas si les accusations portées contre l'Allemagne sont vraies ou fausses. Cette position est proche de celle d'Einstein qui, fidèle à son pacifisme, s'abstient de signer le manifeste. En outre, en 1917, au beau milieu du conflit, Hilbert publie une nécrologie laudative de Gaston Darboux, un illustre mathématicien français qui venait de décéder. Lorsque des étudiants assiègent sa maison, lui demandant de corriger cette note à la mémoire d'un mathématicien ennemi, Hilbert répond en exigeant d'eux une excuse formelle — qu'il obtient.
Pour toutes ces raisons, ses collègues européens le considèrent comme un esprit libre, qui ne s'embarrasse pas des convenances et des coutumes. À la fin de la guerre, avec la déroute incontestable de l'Allemagne, sa réputation n'est pas salie. Lors du premier congrès international des mathématiciens de l'entre-deux-guerres — le huitième congrès qui se tient à Bologne en 1928 —, il insiste sur l'universalité des mathématiques et souligne que toutes les frontières sont contre-nature.

## Distinctions
- Pour le Mérite

## Travaux
On retient de lui notamment sa liste de 23 problèmes, dont certains ne sont toujours pas résolus aujourd'hui, qu'il présenta le 8 août 1900 à la Sorbonne, au deuxième congrès international des mathématiciens à Paris.
Ses contributions aux mathématiques sont nombreuses :
- Consolidation de la théorie des invariants, qui était le sujet de sa thèse.
- L'axiomatisation de la géométrie euclidienne, pour la rendre cohérente, parue dans son (de) Grundlagen der Geometrie (Base de la géometrie).
- Travaux sur la théorie algébrique des nombres, reprenant et simplifiant, avec l'aide de Minkowski, les travaux de Kummer, Kronecker, Dirichlet et Dedekind, et les publiant dans son Zahlbericht (en) (Rapport sur les nombres).
- Apport des espaces de Hilbert, lors de ses travaux en analyse sur les équations intégrales.
- Apport sur les bases mathématiques de la relativité générale d'Einstein, notamment la dérivation de son équation à partir de l'action d'Einstein-Hilbert.

### Le théorème des bases
Les premiers travaux d'Hilbert sur les fonctions invariantes l'amènent à démontrer en 1888 son théorème de la base finie. Vingt ans plus tôt, à l'aide d'une méthode de calculs complexe, Paul Gordan démontre le théorème sur la finitude des générateurs des formes binaires. Les tentatives de généraliser sa méthode aux fonctions à plusieurs variables échouent à cause de la complexité des calculs. Hilbert décide d'emprunter une autre voie. Il démontre ainsi le théorème de la base finie, qui affirme l'existence d'un ensemble fini de générateurs pour les invariants des formes algébriques pour n'importe quel nombre de variables. Il ne construit pas effectivement une telle base ni n'indique de moyen d'en construire. Il prouve l'existence formellement en montrant que rejeter cette existence conduit à une contradiction.
Hilbert envoie ses résultats au Mathematische Annalen. Gordan, l'expert maison sur la théorie des invariants, ne parviendra pas à apprécier la nature révolutionnaire des travaux de Hilbert. Il rejette l'article, affirmant qu'il est incompréhensible : « C'est de la théologie, pas des mathématiques ! »
Felix Klein, de son côté, reconnaît l'importance du travail et garantit qu'il sera publié sans modification, malgré son amitié pour Gordan. Stimulé par Klein et les commentaires de Gordan, Hilbert, dans un second article, prolonge ses résultats, donnant une estimation sur le degré maximal de l'ensemble minimal des générateurs. Après lecture, Klein lui écrit : « Sans aucun doute, il s'agit du plus important travail sur l'algèbre générale jamais publié par les Annalen. »
Plus tard, une fois les méthodes de Hilbert largement reconnues, Gordan lui-même affirme : « Je dois admettre que même la théologie a des mérites. »

### Axiomatisation de la géométrie
Hilbert publie Grundlagen der Geometrie (Les fondements de la géométrie) en 1899. Il remplace les cinq axiomes usuels de la géométrie euclidienne par vingt axiomes. Son système élimine les faiblesses de la géométrie d'Euclide, la seule enseignée jusqu'alors.
Son approche est décisive dans l'adoption des méthodes axiomatiques. La géométrie peut codifier l'intuition que nous avons à propos des « objets », mais il n'est pas nécessaire de tout codifier. « On doit toujours pouvoir remplacer « points, droites, plans » par « tables, chaises, verres de bière ». » Il faut plutôt se concentrer sur leurs relations.
Hilbert axiomatise la géométrie plane selon cinq grands groupes :
1. Axiomes d'appartenance ou d'incidence : huit axiomes expriment le lien entre les notions de point, de droite et de plan ;
2. Axiomes d'ordre : quatre axiomes définissent le terme « entre » et permettent de définir l'ordre des points alignés, coplanaires ou dans l'espace ;
3. Axiomes de congruence : cinq axiomes définissent la notion de congruence et de déplacement ;
4. Axiome des parallèles : il s'agit essentiellement du cinquième axiome d'Euclide ;
5. Axiomes de continuité : il contient l'axiome d'Archimède et celui de l'intégrité linéaire.

Ces axiomes unifient dans un seul système la géométrie plane et la géométrie dans l'espace, toutes deux euclidiennes.

### Les 23 problèmes
À l'occasion du deuxième congrès international de mathématiciens tenu en août 1900 à Paris, il propose sa fameuse liste des 23 problèmes. Même au XXIe siècle, elle est considérée comme étant la compilation de problèmes ayant eu le plus d'influence en mathématiques, faisant suite aux trois grands problèmes de l'Antiquité.
Après avoir proposé de nouvelles fondations à la géométrie classique, Hilbert aurait pu s'attacher à extrapoler pour le reste des mathématiques. Il décide plutôt de déterminer les problèmes fondamentaux auxquels les mathématiciens doivent s'attaquer pour rendre les mathématiques plus cohérentes. Son approche s'oppose à celles des logicistes Russell et Whitehead, des « encyclopédistes » Bourbaki et du métamathématicien Giuseppe Peano. Sa liste met au défi la communauté des mathématiciens au complet, peu importe ses intérêts.
Lors du congrès, son discours commence ainsi :
« Qui ne soulèverait volontiers le voile qui nous cache l'avenir afin de jeter un coup d'œil sur les progrès de notre Science et les secrets de son développement ultérieur durant les siècles futurs ? Dans ce champ si fécond et si vaste de la Science mathématique, quels seront les buts particuliers que tenteront d'atteindre les guides de la pensée mathématique des générations futures ? Quelles seront, dans ce champ, les nouvelles vérités et les nouvelles méthodes découvertes par le siècle qui commence ? »
À la suggestion de Minkowski, il présente environ une dizaine de problèmes à la salle. La liste complète sera publiée dans les actes du congrès. Dans une autre publication, il propose une version augmentée, et finale, de sa liste de problèmes.
Quelques problèmes ont été rapidement résolus. D'autres ont été discutés pendant le XXe siècle ; certains sont maintenant considérés comme étant trop vagues pour qu'on puisse leur donner une réponse définitive. Même aujourd'hui, il reste quelques problèmes bien définis qui défient les mathématiciens.

### Formalisme
Les problèmes de Hilbert sont aussi une sorte de manifeste qui permet l'éclosion de l'école formaliste, l'une des trois écoles majeures du XXe siècle en mathématiques. Selon cette école, les mathématiques existent en dehors de toute intention et de toute pensée. Elles sont des symboles qui demandent à être manipulés selon des règles formelles. Cependant, il n'est pas certain que Hilbert ait eu une vue aussi simple et mécanique des mathématiques.

#### Le programme de Hilbert
En 1920, il propose explicitement un programme de recherche en métamathématique qui sera connu plus tard sous le nom de programme de Hilbert. Il souhaite que les mathématiques soient solidement et complètement formulées en s'appuyant sur la logique. Hilbert croit que c'est possible, car :
1. toutes les mathématiques découlent d'un ensemble fini d'axiomes correctement choisis ;
2. il peut être démontré que cet ensemble est cohérent.

Il semble que Hilbert s'appuie sur des arguments à la fois techniques et philosophique pour proposer un tel programme. Il affirme qu'il déteste l'ignorabimus relativement courant dans la pensée allemande de l'époque (dont l'on peut retracer la formulation à Emil du Bois-Reymond).
Ce programme est maintenant partie du formalisme. Bourbaki a adopté une version élaguée et moins formelle pour ses projets :
1. d’écrire une fondation encyclopédique ;
2. de soutenir la méthode axiomatique en tant qu'outil de recherche.

Bien que cette approche ait été féconde en algèbre et en analyse fonctionnelle, elle a connu peu de succès ailleurs.

#### L’impact de Gödel
Hilbert et les autres mathématiciens qui travaillent à l'entreprise veulent réussir. Cependant, leur travail devait se terminer de façon abrupte.
En 1931, Kurt Gödel démontre que tout système formel non-contradictoire et suffisamment complet pour inclure au moins l'arithmétique, ne peut démontrer sa propre cohérence en s'appuyant sur ses axiomes. Tel que formulé, le grand schème de Hilbert est donc voué à l'échec.
Le théorème d'incomplétude de Gödel ne dit pas qu'il est impossible de réaliser un tel système selon l'esprit du programme de Hilbert. La complétion de la théorie de la démonstration a permis de clarifier la notion de cohérence, qui est centrale dans les mathématiques modernes. Le programme de Hilbert a lancé la logique sur une voie de clarification. Le désir de mieux comprendre le théorème de Gödel a permis le développement de la théorie de la récursion et la clarification de la logique. Cette dernière est devenue une discipline à part entière dans les décennies de 1930 et de 1940. Elle forme le point de départ de ce qui est aujourd'hui appelée l'informatique théorique, développée par Alonzo Church et Alan Turing.

### Analyse fonctionnelle
Dès 1909, Hilbert étudie de façon méthodique les équations différentielles et intégrales. Ce travail a une incidence marquée sur l'analyse fonctionnelle moderne.
Dans le but de mener à bien sa tâche, il introduit le concept d'espaces euclidiens de dimension infinie, appelés plus tard les espaces de Hilbert. De façon inattendue, ce travail sera repris en physique théorique pendant les deux décennies subséquentes.
Plus tard, Stefan Banach généralisera le concept pour en faire l'espace de Banach.

### Physique
Minkowski semble responsable de la plupart des recherches de Hilbert en physique avant 1912, y compris leur séminaire conjoint sur le sujet en 1905. En effet, jusqu'en 1912, Hilbert fait exclusivement des mathématiques pures.
Cette année-là, il porte son attention sur la physique. Il a même engagé un « tuteur en physique ». Il commence par étudier la théorie cinétique des gaz, puis continue avec la théorie des radiations et complète avec la théorie moléculaire de la matière. Même pendant la Première Guerre mondiale, il propose séminaires et cours où sont présentés les travaux d'Albert Einstein et autres physiciens.
Hilbert invite Einstein à Göttingen pour y prononcer une série de conférences sur la relativité générale en juin et juillet 1915,. Les échanges entre les deux savants mènent à la création de l'équation d'Einstein de la relativité générale (c'est-à-dire l'équation du champ d'Einstein et l'action d'Einstein-Hilbert). Même si Hilbert et Einstein ne se sont jamais disputés à propos de la paternité de l'équation, certains ont voulu remettre en cause celle-ci (voir Controverse sur la paternité de la relativité).
De plus, le travail de Hilbert anticipe et appuie les avancées dans la formulation mathématique de la mécanique quantique. Ses espaces de Hilbert sont essentiels aux travaux de Hermann Weyl et John von Neumann sur l'équivalence mathématique entre la mécanique matricielle de Heisenberg et l'équation de Schrödinger, ainsi qu'à la formulation générale de la mécanique quantique.
En 1926, Neumann démontre que si les états atomiques sont considérés comme des vecteurs dans l'espace de Hilbert, alors ils correspondent à la fonction d'onde de Schrödinger et à la matrice de Heisenberg,.
Dans le cadre de ses travaux en physique, Hilbert s'acharne à rendre plus rigoureuses l'utilisation des mathématiques. Alors que leurs travaux dépendent entièrement des mathématiques supérieures, les physiciens sont négligents lorsqu'ils manipulent les objets mathématiques. Pour un mathématicien du calibre de Hilbert, cette situation est difficile à comprendre, allant jusqu’à la qualifier de « laide ».
Lorsqu'il parvient à se faire un portrait de l'utilisation des mathématiques en physique, il développe une théorie mathématique cohérente à l'usage des physiciens, surtout en ce qui concerne les équations intégrales. Quand Richard Courant publie Methoden der mathematischen Physik (en) en incluant quelques idées de Hilbert, il ajoute le nom de Hilbert comme auteur, même si ce dernier n'a pas participé à sa rédaction. Hilbert a écrit : « La physique est trop difficile pour les physiciens », voulant attirer l'attention sur la difficulté inhérente à l'utilisation de mathématiques supérieures. L'ouvrage de Courant et Hilbert tente d'aplanir ces difficultés.

### Théorie des nombres
Hilbert unifie la théorie algébrique des nombres avec son Rapport sur les nombres (Zahlbericht (en)), publié le 10 avril 1897), où il compile toutes les connaissances pertinentes — réorganisées selon un nouveau point de vue —, refait des démonstrations et reprend les formulations. Il résout le problème de Waring de façon quasi complète. Son traité épuise le sujet, mais l'émergence de la notion de « forme modulaire de Hilbert » signifie que son nom est attaché encore une fois à une partie majeure des mathématiques.
Il a fait plusieurs conjectures sur la théorie des corps de classes. Les concepts ont une importance remarquable, et ses propres contributions apparaissent dans le corps de classes de Hilbert et le symbole de Hilbert de la théorie du corps de classes local. Les résultats de ces théories sont presque tous prouvés en 1930, après une percée majeure de Teiji Takagi, ce qui l'établit comme le premier mathématicien japonais de calibre international.
Hilbert n'a pas travaillé sur les parties principales de la théorie analytique des nombres, mais son nom reste attaché à la conjecture de Hilbert-Pólya pour des raisons anecdotiques.

## Honneur
L'astéroïde (12022) Hilbert porte son nom.